# Instituto Cubano del Arte e Industria Cinematográficos
El Instituto Cubano del Arte e Industria Cinematográficos (ICAIC) es una institución de Cuba dedicada a la promoción de la industria cinematográfica que fue creada en 1959, 83 días después del triunfo de la Revolución Cubana. El principal evento del ICAIC es el Festival Internacional del Nuevo Cine Latinoamericano. 
Este instituto, dirigido por Alfredo Guevara, usurpa el nombre de Cinemateca de Cuba, entidad ya existente fundada por Herman Puig en Cambridge, Inglaterra con Henri Langlois, la cual fue creada a partir de la transformación del Cine-Club de la Habana (fundado por Ricardo Vigón y Hermán Puig) en Cinemateca de Cuba.
Puig ya había realizado varios cortometrajes, uno junto a Carlos Franqui (1921-2010); y otro junto a Edmundo Desnoes, titulado El visitante (hacia 1955), que nunca fue terminado y en el que participó el español Néstor Almendros como director de fotografía.

## Historia

### Fundación y primeros años: la época de oro del cine cubano (1959-1969)

#### Antecedentes:El Megano(1955)
Según muchos críticos de cine, cineastas y otros y el portal Cubacine, lo que marcó el nacimiento del ICAIC y el llamado Nuevo Cine Cubano o Cine Revolucionario Cubano (1959-Actualidad) fue el documental experimental El Megano. Películas de 16 minutos escrita por algunos de los futuros fundadores del ICAIC: Julio García Espinosa, Tomás Gutiérrez Alea (conocido como Titón), Alfredo Guevara y José Massip y con Dirección de Julio y Titón. El Megano es un filme que denuncia la mala situación de condiciones de los carboneros de la Ciénaga de Zapata antes de 1959 y hace comprender que hacer para cambiar esa realidad.
El filme se exhibió en el Anfiteatro Varona de la Universidad de la Habana. Más tarde el filme fue secuestrado por los órganos represivos de la dictadura de Fulgencio Batista porque lo catalogan de pelicula comunista. En 1959 se logra rescatar el filme, días después de triunfar la Revolución cubana que prometió y cumplió cambiar la triste realidad que se ve en El Megano.

#### Fundación y Primeros años (1959-1969)
El ICAIC fue creado por la dirección de cultura del Ejército Rebelde en 1959 con Alfredo Guevara cómo primer director de este instituto. Los primeros filmes más destacados en el primer año de existencia del ICAIC son el documental Esta tierra nuestra (1959) de Tomás Gutiérrez Alea(conocido como Titón) y el filme de documental-ficción Historias de la Revolución también de Titón. En está época se producen muchos filmes catalogados como clásicos: documentales, comedias, dramas, romances, históricas, basadas en obras literarias, experimentales, de cine crítico, etc.. Razón por la cuál esta época es llamada la época de oro del cine cubano.

#### Algunos filmes del ICAIC destacados del período 1959-1969
- Esta Tierra Nuestra Año: 1959• Dirección: Tomás Gutiérrez Alea (Titón)• Género según su productora: Cortometraje Documental.
- Historias de la Revolución Año: 1959• Dirección: Tomás Gutiérrez Alea• Género según su productora: Largometraje de Ficción y Documental
- El joven rebelde Año: 1961• Dirección: Julio García Espinosa• Género según su productora: Largometrajes de Ficción.
- Noticieros ICAIC Latinoamericano Año: 1960-199…• Dirección: Santiago Álvarez• Género según su productora: Serie  Documental.
- NOW! Año: 1965• Dirección: Santiago Álvarez• Género según su productora: Cortometraje Documental Experimental.
- Muerte de un burócrata Año: 1966• Dirección: Tomás Gutiérrez Alea• Género según su productora: Largometraje de Ficción.
- Por primera vez... Año: 1967• Dirección: Octavio Cortázar• Género según su productora: Largometraje Documental.
- Lucía Año: 1968• Dirección: Humberto Solás• Género según su productora: Largometraje de Ficción.
- Memorias del Subdesarrollo Año: 1968• Dirección: Tomás Gutiérrez Alea• Género según su productora: Largometraje de Ficción.
- El hombre de Maisinicú Año: 1969• Dirección: Manuel Pérez Paredes• Género según su productora: Largometraje de Ficción.

#### Grupo de Experimentación Sonora del ICAIC
A principios de la década de los sesenta, el ICAIC auspició la creación del grupo de experimentación sonora como un colectivo de trabajo para la creación de música para documentales y películas. Con esto se pretendía relanzar la perspectiva de la música cubana fuera de los criterios del mercado. 
Leo Brouwer fue director de este grupo y otros miembros fundadores lo fueron Silvio Rodríguez, Pablo Milanés, Noel Nicola y Sara González, entre otros miembros de la llamada nueva trova cubana.

### Quinquenio gris1970-1982
En está época se desarrolla el vino histórico y el cine crítico que invitan a reflexionar sobre la práctica del Socialismo cubano. En 1979 ocurre la primera edición del Festival Internacional del Nuevo Cine Latinoamericano de la Habana, fundado por Alfredo Guevara. Este festival es uno de los más importantes festivales de cine en América Latina y el Caribe.

#### Algunos filmes del ICAIC destacados del período 1970-1982
•Páginas del diario de José Martí
Año: 1971• Dirección: José Massip• Género según su productora: Largometraje Documental y de Ficción.
•De cierta manera
Año: 1974•
Dirección: Sara Gómez (con la colaboración de Tomás Gutiérrez Alea y Julio García Espinosa)•
Género según su productora: Largometraje de Ficción y Documental.
•Elpidio Valdés
Años: 1974-2015•
Dirección: Juan Padrón (Padroncito)•
Género según su productora: Serie de Animación.
•El Brigadista
Año: 1977•
Dirección: Octavio Cortázar•
Género según su productora: Largometraje de Ficción.
•Los sobrevivientes
Año: 1978•
Dirección: Tomás Gutiérrez Alea•
Género según su productora: Largometraje de Ficción.
Retrato de Teresa
Año: 1979•
Dirección: Pastor Vega•
Género según su productora: Largometraje de Ficción.
Elpidio Valdés o Elpidio Valdés: la Película
Año: 1980•
Dirección: Juan Padrón•
Género según su productora: Largometraje de Animación.
Filminutos
Años: 1980-2006•
Dirección: Juan Padrón, Tulio Raggi, Mario Rivas y otros directores•
Género según su productora: Serie de Animación.
Cecilia
Año: 1982•
Dirección: Humberto Solás•
Género según su productora: Largometraje de Ficción.

### Período 1983-1990
Esta etapa se caracteriza por qué al año se produce un largometraje al año. Muchos de los filmes de está época gustaron tanto por la crítica como con el público que estos filmes volvieron a llenar las salas de los cines. Los filmes del período fueron de temas muy amplios y variados. También en este período, el ICAIC tuvo un desarrollo considerable en la producción de dibujos animados de temas más variados (la mayoría de estos cortometrajes y series).

#### Algunos filmes del ICAIC destacados en el período 1983-1990
Elpidio Valdés contra Dólar y Cañón
Año: 1983•
Dirección: Juan Padrón•
Género según su productora: Largometraje de Animación.
El alma trémula y sola
Año: 1983•
Dirección: Tulio Raggi
Género según su productora: Cortometraje de Animación.
Se permuta
Año: 1983•
Dirección: Juan Carlos Tabío•
Género según su productora: Largometraje de Ficción.
Los pájaros tirándole a la escopeta
Año: 1984•
Dirección: Rolando •
Género según su productora: Largometraje de Ficción.
Una novia para David
Año: 1985•
Dirección: Orlando •
Género según su productora: Largometraje de Ficción.
Vampiros en la Habana
Año: 1985•
Dirección: Juan Padrón•
Género según su productora: Largometraje de Animación.
•Vecinos
Año: 1985•
Dirección: Enrique Colina•
Género según su productora: Cortometraje Documental-Ficción
•Más vale tarde...que nunca
Año: 1986•
Dirección: Enrique Colina•
Género según su productora: Cortometraje de Ficción.
El Bohío
Año: 1986•
Dirección: Mario Rivas•
Género según su productora: Cortometraje de Animación.
Baragúa
Año: 1986•
Dirección: José Massip•
Género según su productora: Largometraje de Ficción.
Clandestinos
Año: 1987•
Dirección: Fernando Pérez Valdés•
Género segú n su productora: Largometraje de Ficción.
Plaff o Demasiado miedo a la vida
Año: 1988•
Dirección: Juan Carlos Tabío•
Género según su productora: Largometraje de Ficción.
La Bella del Alhambra
Año: 1989•
Dirección: Enrique Pinedat Barnet•
Género según su productora: Largometraje de Ficción.
Papeles secundarios
Año: 1989•
Dirección: Orlando Rojas•
Género según su productora: Largometraje de Ficción.
•El fanguito
Año: 1990•
Dirección: Jorge Luis Sánchez•
Género según su productora: Cortometraje Documental•
•María Antonia
Año: 1990•
Dirección: Segio Giral•
Género según su productora: Largometraje de Ficción
•Caravana
Año: 1990•
Dirección: Rogelio París•
Género según su productora: Largometraje de Ficción.

### Período 1991-1999
En esta etapa el ICAIC y el cine cubano en general quedó marcado por ser similar al de los años 1980 pero también concentrado en temas difíciles como la situación socioeconómica que el país sufría durante esta década ha causa del endurecimiento del embargo economíco comercial y financiero de Estados Unidos contra Cuba y el colapso de la Unión Soviética y sus aliados europeos del Bloque del Este. Los grandes títulos de la década según la crítica cubana y extranjera son Fresa y Chocolate, Guantanamera, La Vida es Silbar, Zafiros, locura azul, entre otras. EL cine cubano en este período se caracteriza por avanzar en los caminos de un cine más variado, crítico, juvenil e independiente.

#### Filmes destacados del período 1991-1999
•Vidas Paralelas
Año: 1992•
Dirección: Pastor Vega•
Género según su productora: Largometraje de Ficción.
•Fresa y Chocolate
Año: 1992•
Dirección: Tomás Gutiérrez Alea y Juan Carlos Tabío•
Género según su productora: Largometraje de Ficción.
•Madagascar
Año: 1994•
Dirección: Fernando Pérez Valdés•
Generó según su productora: Largometraje de Ficción.
•Elpidio Valdés contra el Águila y el León o Más se perdió en Cuba
Año: 1995•
Dirección: Juan Padrón•
Género según su productora: Largometraje de Animación.
•Zafiros, locura azul
Año: 1997•
Dirección: Hugo M. Cancio•
Género según su productora: Largometraje de Ficción.
•La vida es silbar
Año: 1998•
Dirección: Fernando Pérez Valdés•
Género según su productora: Largometraje de Ficción.

### Un cine más variado y más juvenil, crítico e independiente (2000-Actualidad)
Los filmes del ICAIC y del cine cubano en general se caracterizan por ser más variados y más juveniles, críticos e independiente. Las nuevas tecnologías y los nuevos cineastas que entraron caracterizan el cine cubano del presente siglo. En este siglo surge el Festival Nacional de Cine Pobre de Gibara, fundado por Humberto Solás. Hoy el cine cubano ha ganado más reconocimiento internacional aunque no sea tan famoso.

#### Filmes destacados del período 2000-Actualidad
¡Van Van, empezó la fiesta
Año: 2000•
Dirección: Liliana Mazure y Aragón Vega•
Género según su productora: Cortometraje Documental•
Sipnosis: Documental en homenaje al 30 aniversario de la banda musical cubana más popular: Los Van Van.
•Suite Habana
Año: 2003•
Dirección: Fernando Pérez Valdés•
Género según su productora: Largometraje Documental y Ficción•
Sipnosis: Coproducción entre Cuba y España. El filme muestra el queacer día a día de habitantes comunes de la Habana, ciudad que es un misterio y/o un sueño de contradicciones para quienes la aman o la crítican. El filme no tiene diálogos. Solo sonido, imagen y música de lo acontece en este documental se muestra que en la Habana hay muchas Habanas distintas e invisibles para vivir.
•Más vampiros en La Habana
Año: 2003•
Dirección: Jua Padrón•
Género según su productora: Largometraje de Animación•
Sipnosis: Filme producido por los Estudios de Animación del ICAIC y Telemadrid, Iska S L., TVE y Canal +. Secuela del filme anteriormente exitoso filme Vampiros en la Habana de 1985. En plena Segunda Guerra Mundial, Pepín (Rigoberto Ferrera), el hijo de Pepe (Frank González) crea el Vampiyaba. Un Vampisol que convierte a los humanos en bichos y da superfuerza a los vampiros. Vampiros mafiosos estadounidenses, un espía soviético y un comando vampiro nazi van a la Habana para hacerse con el Vampiyaba y su creador. Pepe debe salvar a su hijo y a la fórmula de la persecución, a su matrimonio del fracaso y a su club de la ruina.

## Instituciones que integran el ICAIC
- Cinemateca de Cuba
- Casa del Festival
- Laboratorio Digital ICAIC

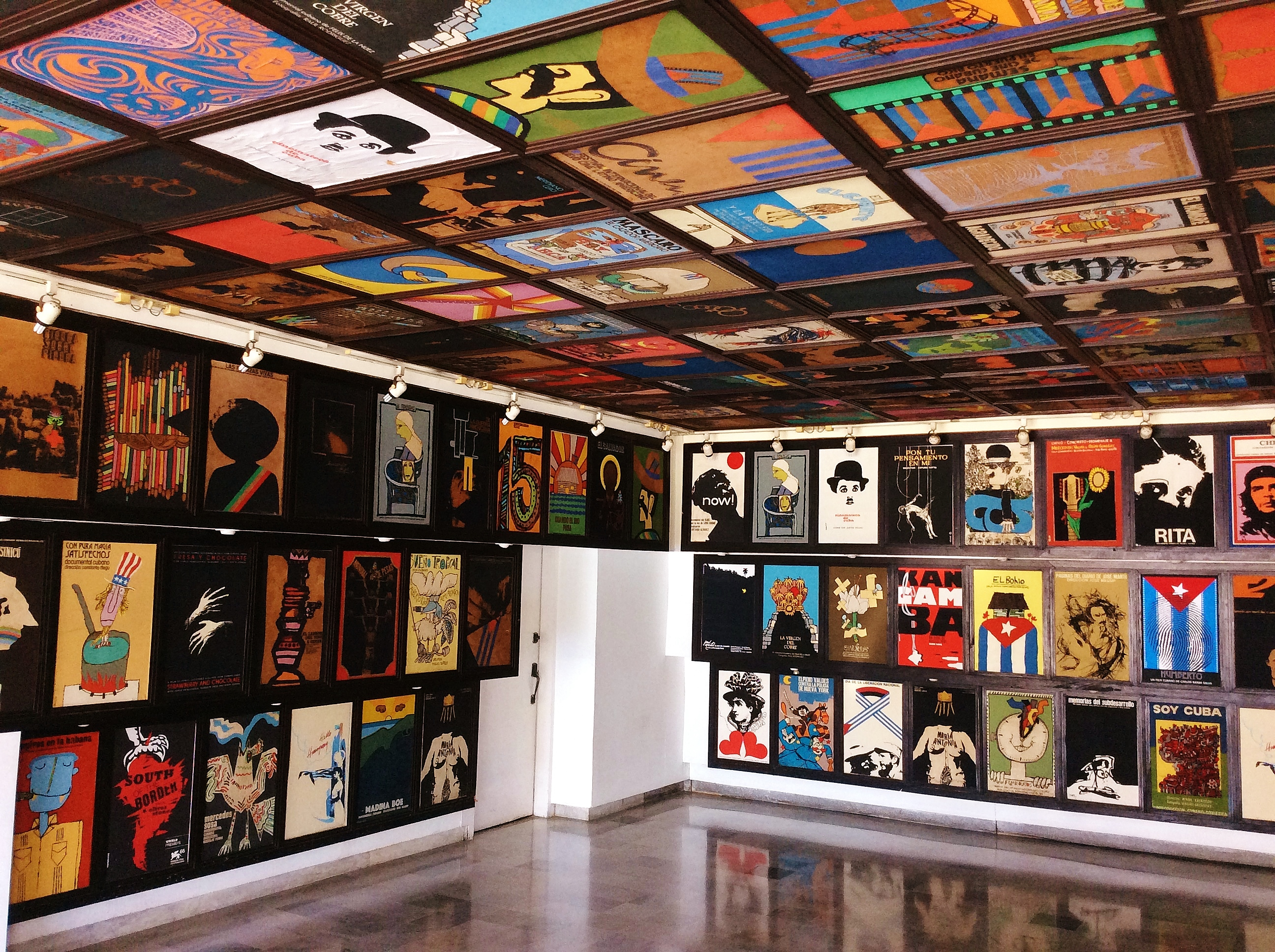
Interior de la sede del ICAIC.

- Centro de Información Cinematográfica ICAIC
- Audiovisuales ICAIC, Producción-Distribución
- Estudios  de Animación ICAIC
- Distribuidora Nacional ICAIC
- Estudios Fílmicos Cubanacán
- Estudios de Infografía
- Unidad de Atención a Establecimientos de Cine

A finales de los años 70 y principios de los 80 se realizaron trabajos de doblaje para diversas series producidas por el ICAIC y creados por Juan Padrón que contaban con las voces de diversas figuras de radio y TV de Cuba, estos mismos actores aportaron sus voces para la realización de doblaje de varias animaciones japonesas estrenadas en los cines de la isla, entre ellos Voltus V y Mazinger Z, Aventuras en el Mississippi, UFO Dai Apolon, Baxingar, entre muchos otros, algunos doblajes mezclados con los hechos por ESM de Los Ángeles. También realizaron trabajos de doblaje en series americanas como The Woody Woodpecker Show. En 1970, se crea en la Habana los Talleres de Cine-Debate en el Teatro "Varona" de la Universedad de la Habana, por parte de Raimundo Torres Díaz, de este grupo surge la idea de la creación del Movimiento Nacional de Cine Aficionados de Cuba, compuesto por Raimundo Torres, Díaz, Sergio Vitier García Marruz (profesor de música en el cine), Jackie de la Nuez (profesor de Guion Cinematográfico), Bárbara Beltrán Camejo (profesora de música en el cine), Rolando Baute (edición y montaje del ICAIC), Tomás Gutiérrez Alea ("Titón") quien fuera profesor de Dirección Cinematográfica de dicho Movimiento de Cine Aficionados, Tito Junco (profesor de Actuación Cinematográfica), Héctor García Mesa (profesor de Historia en el cine). Este Movimiento creó la primera escuela de cinematografía de la Habana, se llevaron a cabo tres Festivales uno de ellos Internacional, puede verse en Facebook en la página de "Movimiento Nacional de Cine Aficionados de Cuba" donde se documenta todo esto.

### Sitios Webs del ICAIC y otras instituciones que lo integran
•Instituto Cubano del Arte e Industria Cinematográficos (ICAIC):  http://www.cubacine.cult.cu
•Cinemateca de Cuba: http://www.cinematecadecuba.cult.cu
•Estudios de Animación ICAIC: http://www.animadosicaic.cult.cu/es/
•Festival Internacional del Nuevo Cine Latinoamericano: http://habanafilmfestival.com
•Laboratorio Digital ICAIC: http://www.digital.icaic.cu
•Revista Cine Cubano: http://www.revistacinecubano.icaic.cu/
•Festival Internacional de Cine de Gibara:  https://ficgibara.icaic.cu
•Muestra Joven ICAIC: "Inicio | Muestra Joven" http://www.muestrajoven.cult.cu
•Festival Internacional de Documentales Santiago Álvarez in Memorian: https://santiagoalvarez.org
•Escuela Internacional de Cine y Televisión de San Antonio de los Baños: http://www.eictv.org
•Asociación Cubana de la Prensa Cinematográfica: http://cubacine.cult.cu/es/node/9017
•Fundación del Nuevo Cine Latinoamericano: http://cinelatinoamericano.org